# Щастя Анни
Щастя Анни (рос. Счастье Анны) — радянський художній фільм 1970 року, знятий на кіностудії «Ленфільм».

## Сюжет
Учасниця громадянської війни комуністка Анна Дронова повертається в рідне село. Ставши головою сільради, Анна згуртовує навколо себе бідняків і люто воює з куркульством за нове життя.

## У ролях
- Валентина Теличкіна — Анна Дронова
- Микола Гриценко — Прохор Личков
- Євген Тетерін — батько Анни
- Леонід Дьячков — Яків
- Георгій Штиль — Пантелей Личков
- Леонід Биков — командир продзагону
- Микола Кузьмін — Андрон Шемякін, селянин
- Любов Соколова — Личкова, німа дружина Прохора
- Михайло Глузський — комуніст з повіту
- Валерій Дзеревяго — Нестор
- Володимир Дорофєєв — Макєєв, залізничник
- Лаймонас Норейка — Кирило, чоловік Анни, червоний командир
- Борис Рижухін — взводний, колишній командир Анни
- Олександр Суснін — кульгавий солдат
- Анатолій Гарічев — червоноармієць
- Леонтіна Дьоміна — селянка
- Олексій Зайцев — член сільради
- Гелена Івлієва — Настасья
- Любов Омельченко — дружина Пантелея
- Борис Тихонов — епізод
- Віталій Щенніков — син Андрона Шемякіна
- Валерій Ольшанський — червоний командир
- Борис Льоскін — червоноармієць
- Геннадій Дюдяєв — червоноармієць
- Павло Первушин — селянин
- Євген Колотилов — боєць продзагону

## Знімальна група
- Режисер — Юрій Рогов
- Сценаристи — Володимир Сойкін, Юрій Рогов
- Оператор — Ернст Яковлєв
- Композитор — Валерій Гаврилін
- Художник — Семен Малкін